# Lothewiesen
Koordinaten: 51° 44′ 28″ N, 8° 46′ 49″ O

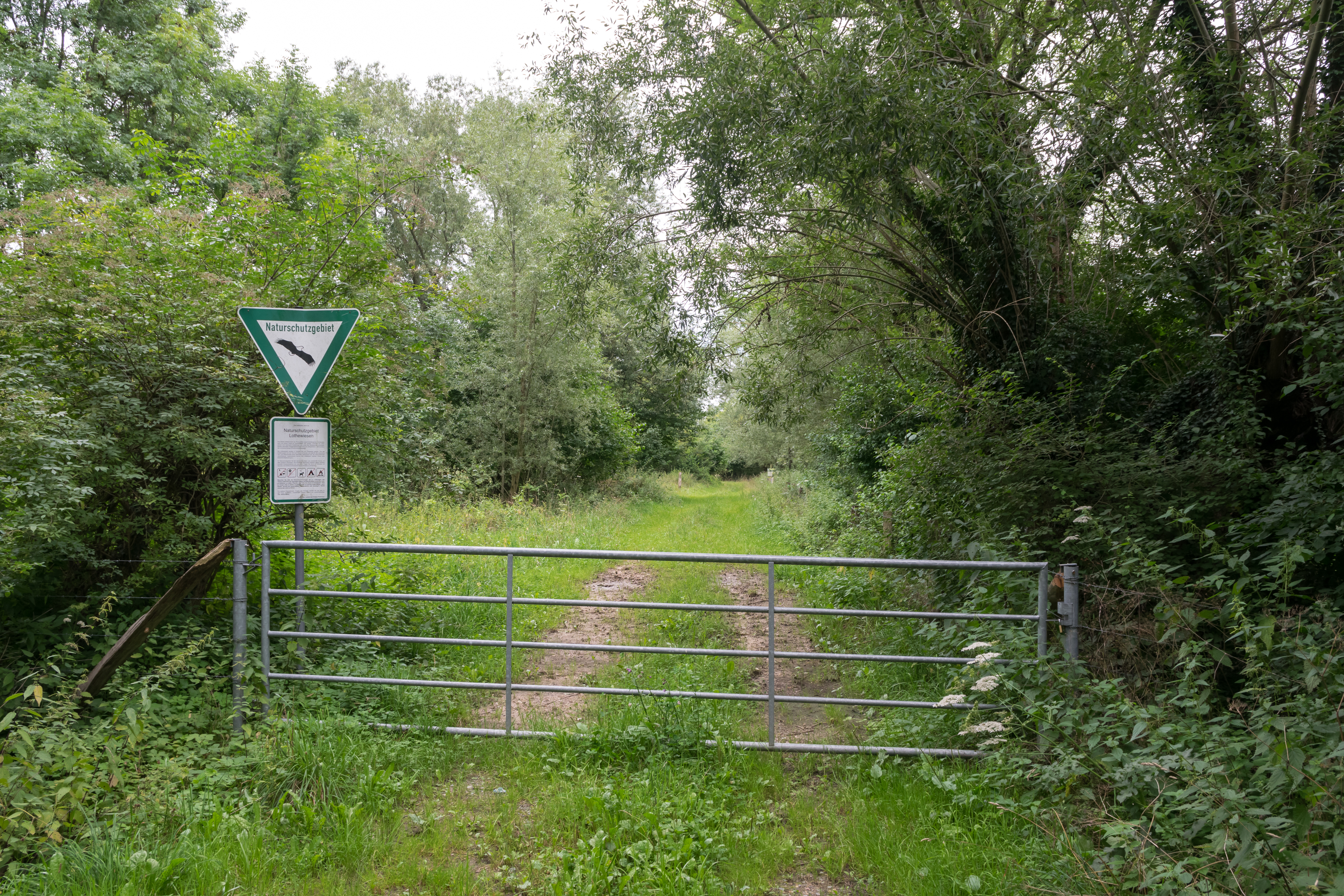
Naturschutzgebiet Lothewiesen (August 2017)

Das Naturschutzgebiet Lothewiesen liegt auf dem Gebiet der Stadt Paderborn im Kreis Paderborn in Nordrhein-Westfalen. Das Gebiet erstreckt sich am nordöstlichen Stadtrand von Paderborn. Hindurch verläuft die Kreisstraße K 29, westlich des Gebietes die K 38 und südlich die Landesstraße L 755. Durch das Gebiet hindurch und an seinem westlichen Rand fließt der Rothebach, ein rechter Zufluss der Pader.

## Bedeutung
Das etwa 61,4 ha große Gebiet wurde im Jahr 1999 unter der Schlüsselnummer PB-048 unter Naturschutz gestellt. Schutzziele sind Schutz, Revitalisierung und Entwicklung eines Komplexes von Feuchtbiotopen mit Karstquellen und Grünlandbereichen als wertvolle Landschaftsbestandteile und Ausgleichsbiotope.